# Spilosoma latiradiata
Spilosoma latiradiata là một loài bướm đêm thuộc phân họ Arctiinae, họ Erebidae.